# Laurie Holden
Laurie Holden (n. 1969 în Los Angeles) este o actriță americană. Ea ajunge cunoscută prin rolul jucat în serialul Dosarele X, în afară de acest rol ea mai poate fi văzută și în filme.

## Filmografie
- The Martian's Chronicles (1980) .... Marie Wilder
- Separate Vacations (1986) .... Karen
- Physical Evidence (1989)
- Young Catherine (1991) (TV)
- Family passions (1993) (serialul) .... Claire
- Destiny Ridge (1993) (serialul) .... Darlene
- TeWar : TekLab (1994) (TV) .... Rachel Tudor
- Expect, No Mercy (1995) .... Vicki
- Due South (1995) (serialul) .... Jill Kennedy
- Highlander (1995) (serialul) .... Debra Campbell
- Poltergeist (1996) (serialul) .... Cora Jennings / Sarah Browning
- The Pathfinder (1996) (TV) .... Mabel Dunham
- Past Perfect (1996) .... Ally Marsey
- The X-Files (1996-2002) (serialul) .... Marita Covarrubias
- Echo (1997) (TV) .... Scarlett Antonelli
- Alibi (1997) (TV) .... Beth Polasky
- Dead Man's Guns (1997) (TV) .... Bonnie Lorrine
- The Magnificent Seven (1998-2000) (serialul) .... Mary Travis
- The Outer Limits (2000) (serialul) .... Susan McLaren
- The Man Who Used to Be Me (2000) (TV) .... Amy Ryan
- Big Sound (2001) (serialul) .... Piper Moran
- The Majestic (2001) .... Adele Stanton
- Meet Market (2004) .... Billy
- Bailey's Billion$ (2005) .... Marge Maggs
- Fantastic Four (2005) .... Debbie McIlvane
- Knights of Impossingworth Park (2005) .... Jennifer
- Silent Hill (2006) .... Cybil Bennett
- The Mist (2007) .... Amanda Dunfrey
- The Shield (2008) (serialul) .... Olivia Murray
- The Walking Dead (2010-2013) (serialul) .... Andrea
- Dumb and Dumber To (2014) .... Adele Pinchelow
- Major Crimes (2014-2015) (serialul) .... Ann McGinnis
- Chicago Fire (2015) (serialul) .... Dr. Hannah Tramble
- The Americans (2017) (serialul) .... Renee
- Pyewacket (2017) .... Mrs. Reyes
- Arctic Justice : Thunder Squad (2018) .... Dakota
- De cealaltă parte a justiției (2018) .... Melanie Ridgeman